# Генеральний підряд
Генеральний підряд - це умови постачання комплектного об'єкта, відповідно до цієї умови постачальник бере на себе зобов'язання з виконання всіх робіт і всього постачання, необхідних для того, щоб побудувати об'єкт і здати його замовникові.
У процесі укладання контракту на умовах генерального підряду замовник у особі постачальника має єдиного контрагента, який керує всіма роботами.

## Етапи генерального підряду
Процес генпідряду зазвичай може вміщувати наступні етапи :
1. Планування будівельного процесу
2. Розроблення проєкту (проєктування) виконання робіт
3. Виконання земляних робіт та влаштування фундаментів
4. Зведення несучих конструкцій
5. Влаштування покрівлі та фасадів
6. Прокладання інженерних мереж:
  - Каналізація
  - Водо- та газопостачання
  - Електрика
  - Вентиляція, опалення та кондиціювання
  - Кабельні системи
7. Оздоблювальні роботи, зокрема вогнезахист, влаштування промислових підлог та ін.
8. Монтаж обладнання
9. Благоустрій території та облаштовування прилеглої інфраструктури
10. Уведення об’єкта в експлуатацію